# Parafia św. Jerzego w Połoneczce
Parafia św. Jerzego w Połoneczce – rzymskokatolicka parafia znajdująca się w diecezji pińskiej, w dekanacie lachowickim, na Białorusi.

## Historia
Obecny kościół powstał w 1751. 
Od 1934 r. administratorem parafii był ks. Kazimierz Kowrecki. Podczas okupacji niemieckiej został aresztowany przez Niemców i był przetrzymywany w więzieniu w Stołpcach. Stamtąd został wywieziony do obozu koncentracyjnego w Kołdyczewie i 14 listopada 1942 r. zagazowany w przekształconym w komorę gazową samochodzie, w uroczysku Lachówka, wraz z co najmniej 6 innymi kapłanami.